# 吉尔伯托·米洛斯
吉尔伯托·米洛斯（Gilberto Milos，1963年10月30日—），巴西国际象棋棋手、特级大师。
米洛斯于1984年获国际大师（IM）称号。1988年，晋升为特级大师（GM）。他是1984年、1985年、1986年、1989年、1994年、1995年六度巴西国际象棋全国冠军。此外，他还曾获得过1987年、1998年、2005年、2007年南美国际象棋冠军。2010年，获伊比利亚美国国际象棋比赛第三名。